# Sacred Country
Sacred Country es una novela de la autora inglesa Rose Tremain. Fue publicada en 1992 por Sinclair-Stevenson y ganó el Premio James Tait Black Memorial y el Prix Femina étranger. Se le ha comparado con el Orlando de Virginia Woolf.

## Introducción de la trama
A los seis años, Mary Ward, hija de una familia campesina pobre de Suffolk, tiene una revelación: no es Mary, es un niño. Así comienza la heroica lucha de Mary por cambiar de género, mientras que a su alrededor otros también se esfuerzan por encontrar un lugar seguro y pleno en un mundo salvaje y confuso. 

## Recepción
Extractos de reseñas positivas en la contraportada de la edición Vintage de 2002:
- "Hipnótico... Curiosamente bello y sorprendentemente original" - Spectator
- "Brillante... Una novela contundente, compleja y nada sentimental" - Suplemento Literario del Times
- "Rose Tremain escribe comedias que te rompen el corazón... Divertidas, absorbentes y muy originales. No he leído nada comparable este año" - Literary Review

Stephen Dobyns escribió para el New York Times: "Un libro que nos hace sentir bien sobre el estado de la ficción en un mercado incierto."
La novelista Lynn Freed por su parte observó: «La escritura... es una auténtica delicia. Es una narración hábil e inteligente en su máxima expresión».

## Adaptación cinematográfica
El cineasta Jan Dunn ha adquirido los derechos cinematográficos de la novela y está adaptando el guion. Otras fuentes afirman que la propia Tremain lo está adaptando en tres partes para la televisión.